# Canton de Tain-l'Hermitage
Le canton de Tain-l'Hermitage est une circonscription électorale française située dans le département de la Drôme en région Auvergne-Rhône-Alpes, dans l'arrondissement de Valence.

## Histoire
Le canton de Tain-l'Hermitage a été créé au XIXe siècle.
Un nouveau découpage territorial de la Drôme entre en vigueur à l'occasion des élections départementales de mars 2015, défini par le décret du 20 février 2014, en application des lois du 17 mai 2013 (loi organique 2013-402 et loi 2013-403). Les conseillers départementaux sont, à compter de ces élections, élus au scrutin majoritaire binominal mixte. Les électeurs de chaque canton élisent au Conseil départemental, nouvelle appellation du Conseil général, deux membres de sexe différent, qui se présentent en binôme de candidats. Les conseillers départementaux sont élus pour 6 ans au scrutin binominal majoritaire à deux tours, l'accès au second tour nécessitant 12,5 % des inscrits au 1er tour. En outre la totalité des conseillers départementaux est renouvelée. Ce nouveau mode de scrutin nécessite un redécoupage des cantons dont le nombre est divisé par deux avec arrondi à l'unité impaire supérieure si ce nombre n'est pas entier impair, assorti de conditions de seuils minimaux. Dans la Drôme, le nombre de cantons passe ainsi de 36 à 19. Le nombre de communes du canton de Tain-l'Hermitage passe de 13 à 15.
Le nouveau canton de Tain-l'Hermitage est formé de l'ancien canton de Tain-l'Hermitage (14 communes) et d'une commune de celui de Bourg-de-Péage (1 commune). Le canton est entièrement inclus dans l'arrondissement de Valence. Le bureau centralisateur est situé à Tain-l'Hermitage.

## Représentation

### Conseillers d'arrondissement de 1833 à 1940
| Période | Période      | Identité                                                | Étiquette                | Qualité |
| ------- | ------------ | ------------------------------------------------------- | ------------------------ | --- |
| 1833    | 1845         | Jean Charles Georges Monier de la Sizeranne (1791-1847) |                          | Propriétaire à Tain |
| 1845    | 1864         | Pierre-Laurent Bergeron                                 |                          | Notaire, maire de Tain |
| 1864    | 1870         | Octave Calvet                                           |                          | Négociant à Tain |
| 1870    | 1881 (décès) | Alexandre Barry (1808-1881)                             |                          | Teinturier puis receveur buraliste, Président de la société de secours mutuel La Prévoyante à Tain, propriétaire à Larnage |
| 1881    | 1925         | Pierre-Antoine Brenier (1841-?)                         | Républicain puis Radical | Juge de paix, maire de Chantemerle (pendant 48 ans)                                                                        |
| 1925    | 1937         | Jean Tournaire (1872-1950)                              |                          | Docteur en médecine à Tain                                                                                                 |
| 1937    | 1940         | Louis Pochon (1878-1947)                                | Républicain              | Cultivateur, maire de Chantemerle (1926-1945)                                                                              |
| 1940    |              |                                                         |                          | Les conseils d'arrondissement ont été suspendus par la loi du 12 octobre 1940 et n'ont jamais été réactivés                |

### Conseillers généraux de 1833 à 2015
| Période | Période          | Identité                                   | Étiquette          | Qualité |
| ------- | ---------------- | ------------------------------------------ | ------------------ | --- |
| 1833    | 1836 (démission) | Charles Prosper Jourdan aîné (1770-1837)   |                    | Négociant, maire de Tain (1830-1837)                                                                                 |
| 1836    | 1852             | Paul Ange Henri Monier de La Sizeranne     | Centre gauche      | Propriétaire du château de Beausemblant Député (1837-1848, 1852-1863) Sénateur (1857-1870)                           |
| 1852    | 1864             | Louis Charles Marie Hector Mure de Larnage |                    | Maire de Tain |
| 1864    | 1871             | Gabriel Prosper Degros de Conflans         |                    | Chef de bataillon du Génie en retraite Propriétaire à Tain                                                           |
| 1871    | 1873 (décès)     | Joseph Henri Laurent Odoard (1814-1873)    | Républicain        | Avoué à Valence Maire de Chantemerle (1856-1873)                                                                     |
| 1873    | 1874             | Henry Janoyer (?-1895)                     | Conservateur       | Industriel à Tain |
| 1874    | 1892             | Joseph Péala                               | Républicain modéré | Avocat, maire de Tain                                                                                                |
| 1892    | 1898             | Émile Gazet                                | Républicain        | Médecin, maire de Tain                                                                                               |
| 1898    | 1905 (décès)     | Joseph Péala                               | Républicain        | Avocat, maire de Tain                                                                                                |
| 1905    | 1910             | Émile Gazet                                | Républicain        | Médecin, maire de Tain                                                                                               |
| 1910    | 1940             | Philippe Lafaury                           | RG                 | Médecin Conseiller municipal de Tain-l'Hermitage                                                                     |
|         |                  |                                            |                    | |
| 1945    | 1949             | Albert Nicolas                             | SFIO               | Instituteur Maire de Tain-l'Hermitage                                                                                |
| 1949    | 1967             | Paul Durand                                | DVD                | Docteur en médecine Maire de Tain-l'Hermitage (1954-1983)                                                            |
| 1967    | 1992             | Maurice Alloncle                           | PS                 | Maire de Chanos-Curson (1959-1983) Maire de Tain-l'Hermitage (1989-1995) Suppléant du député Roger Léron (1988-1993) |
| 1992    | 2014 (démission) | Gilbert Bouchet                            | UDF puis UMP-PRV   | Hôtelier Maire de Tain-l'Hermitage (1995-2014) Suppléant du député Patrick Labaune (1993-1997) Sénateur depuis 2014  |
| 2014    | 2015             | Annie Guibert                              | DVD                | Responsable laboratoire à la cave de Tain-l'Hermitage Conseillère municipale de Mercurol                             |

### Conseillers départementaux depuis 2015
| Période élective | Période élective | Mandat | Mandat   | Identité      | Nuance | Nuance | Qualité |
| ---------------- | ---------------- | ------ | -------- | ------------- | ------ | ------ | --- |
| 2015             | 2021             | 2015   | 2021     | Hervé Chaboud |        | LR     | Maire de La Roche-de-Glun (2007-2020) |
| 2015             | 2021             | 2015   | 2021     | Annie Guibert |        | DVD    | Ancienne conseillère générale, 5e vice-présidente du Conseil départemental chargée du social Conseillère municipale (opposition) de Tain-l'Hermitage depuis 2020 |
| 2021             | 2028             | 2021   | en cours | Michel Brunet |        | LR     | Maire de Mercurol-Veaunes |
| 2021             | 2028             | 2021   | en cours | Agnès Jaubert |        | LR     | Première adjointe au maire de Châteauneuf-sur-Isère, maire depuis 2025                                                                                           |

### Résultats détaillés

#### Élections de mars 2015
À l'issue du 1er tour des élections départementales de 2015, deux binômes sont en ballottage : Hervé Chaboud et Annie Guibert (Union de la Droite, 30,91 %) et Hubert Pascual et Nadine Soubeyrand (FN, 27,99 %). Le taux de participation est de 53,89 % (10 437 votants sur 19 369 inscrits) contre 53,14 % au niveau départemental et 50,17 % au niveau national.
Au second tour, Hervé Chaboud et Annie Guibert (Union de la Droite) sont élus avec 65,58 % des suffrages exprimés et un taux de participation de 54,74 % (6 191 voix pour 10 602 votants et 19 369 inscrits).

#### Élections de juin 2021
Le premier tour des élections départementales de 2021 est marqué par un très faible taux de participation (33,26 % au niveau national). Dans le canton de Tain-l'Hermitage, ce taux de participation est de 33,59 % (6 925 votants sur 20 618 inscrits) contre 34,1 % au niveau départemental. À l'issue de ce premier tour, deux binômes sont en ballottage : Michel Brunet et Agnès Jaubert (DVD, 33,78 %) et Hervé Chaboud et Annie Guibert (DVD, 25,41 %).
Le second tour des élections est marqué une nouvelle fois par une abstention massive équivalente au premier tour. Les taux de participation sont de 34,3 % au niveau national, 34,41 % dans le département et 33,89 % dans le canton de Tain-l'Hermitage. Michel Brunet et Agnès Jaubert (DVD) sont élus avec 54,86 % des suffrages exprimés (3 356 voix pour 6 988 votants et 20 621 inscrits),,.

## Composition

### Composition avant 2015

Localisation du canton de Tain-l'Hermitage dans le département de la Drôme.

| Nom                          | Code Insee | Codepostal | Superficie (km2) | Population (dernière pop. légale) | Densité (hab./km2) |
| ---------------------------- | ---------- | ---------- | ---------------- | --------------------------------- | ------------------ |
| Tain-l'Hermitage (chef-lieu) | 26347      | 26600      | 4,85             | 5 845 (2012)                      | 1 205              |
| Beaumont-Monteux             | 26038      | 26600      | 13,37            | 1 115 (2012)                      | 83                 |
| Chanos-Curson                | 26071      | 26600      | 8,18             | 1 082 (2012)                      | 132                |
| Chantemerle-les-Blés         | 26072      | 26600      | 15,39            | 1 170 (2012)                      | 76                 |
| Crozes-Hermitage             | 26110      | 26600      | 5,48             | 590 (2012)                        | 108                |
| Érôme                        | 26119      | 26600      | 7,33             | 852 (2012)                        | 116                |
| Gervans                      | 26380      | 26600      | 3,28             | 565 (2012)                        | 172                |
| Granges-les-Beaumont         | 26379      | 26600      | 7,51             | 927 (2012)                        | 123                |
| Larnage                      | 26156      | 26600      | 9,08             | 1 024 (2012)                      | 113                |
| La Roche-de-Glun             | 26271      | 26600      | 12,79            | 3 161 (2012)                      | 247                |
| Mercurol                     | 26179      | 26600      | 20,82            | 2 221 (2012)                      | 107                |
| Pont-de-l'Isère              | 26250      | 26600      | 10,09            | 3 048 (2012)                      | 302                |
| Serves-sur-Rhône             | 26341      | 26600      | 6,49             | 763 (2012)                        | 118                |
| Veaunes                      | 26366      | 26600      | 4,19             | 291 (2012)                        | 69                 |

### Composition depuis 2015
Lors du redécoupage de 2014, le nouveau canton de Tain-l'Hermitage comprenait quinze communes entières.
À la suite de la création de la commune nouvelle de Mercurol-Veaunes au 1er janvier 2016, le canton comprend désormais quatorze communes entières.
| Nom                                      | Code Insee | Intercommunalité        | Superficie (km2) | Population (dernière pop. légale) | Densité (hab./km2) | Modifier                                    |
| ---------------------------------------- | ---------- | ----------------------- | ---------------- | --------------------------------- | ------------------ | ------------------------------------------- |
| Tain-l'Hermitage (bureau centralisateur) | 26347      | CA Arche Agglo          | 4,85             | 5 890 (2022)                      | 1 214              | modifier les données · modifier les données |
| Beaumont-Monteux                         | 26038      | CA Arche Agglo          | 13,37            | 1 379 (2022)                      | 103                | modifier les données · modifier les données |
| Chanos-Curson                            | 26071      | CA Arche Agglo          | 8,18             | 1 177 (2022)                      | 144                | modifier les données · modifier les données |
| Chantemerle-les-Blés                     | 26072      | CA Arche Agglo          | 15,39            | 1 342 (2022)                      | 87                 | modifier les données · modifier les données |
| Châteauneuf-sur-Isère                    | 26084      | CA Valence Romans Agglo | 45,57            | 4 159 (2022)                      | 91                 | modifier les données · modifier les données |
| Crozes-Hermitage                         | 26110      | CA Arche Agglo          | 5,48             | 653 (2022)                        | 119                | modifier les données · modifier les données |
| Érôme                                    | 26119      | CA Arche Agglo          | 7,33             | 835 (2022)                        | 114                | modifier les données · modifier les données |
| Gervans                                  | 26380      | CA Arche Agglo          | 3,28             | 545 (2022)                        | 166                | modifier les données · modifier les données |
| Granges-les-Beaumont                     | 26379      | CA Valence Romans Agglo | 7,51             | 904 (2022)                        | 120                | modifier les données · modifier les données |
| Larnage                                  | 26156      | CA Arche Agglo          | 9,08             | 1 029 (2022)                      | 113                | modifier les données · modifier les données |
| Mercurol-Veaunes                         | 26179      | CA Arche Agglo          | 25,01            | 2 828 (2022)                      | 113                | modifier les données · modifier les données |
| Pont-de-l'Isère                          | 26250      | CA Arche Agglo          | 10,09            | 3 683 (2022)                      | 365                | modifier les données · modifier les données |
| La Roche-de-Glun                         | 26271      | CA Arche Agglo          | 12,79            | 3 579 (2022)                      | 280                | modifier les données · modifier les données |
| Serves-sur-Rhône                         | 26341      | CA Arche Agglo          | 6,49             | 737 (2022)                        | 114                | modifier les données · modifier les données |
| Canton de Tain-l'Hermitage               | 2613       |                         | 174,42           | 28 740 (2022)                     | 165                | modifier les données                        |

## Démographie

### Démographie avant 2015
| 1962   | 1968   | 1975   | 1982   | 1990   | 1999   | 2006   | 2011   | 2012   |
| ------ | ------ | ------ | ------ | ------ | ------ | ------ | ------ | ------ |
| 11 901 | 12 997 | 13 640 | 16 294 | 18 292 | 19 438 | 21 224 | 22 416 | 22 654 |

### Démographie depuis 2015
En 2022, le canton comptait 28 740 habitants, en évolution de +3,42 % par rapport à 2016 (Drôme : +2,64 %, France hors Mayotte : +2,11 %).
| 2013   | 2018   | 2022   |
| ------ | ------ | ------ |
| 26 758 | 28 052 | 28 740 |